# 말을 잡아라!
《말을 잡아라!》(Get a Horse!)는 2013년 공개된 미국의 3D 단편 컴퓨터 코미디 애니메이션 영화이다.
이 작품은 1995년 런어웨이 브레인 이후 최초의 미키 마우스 극장용 단편 애니메이션이며, 85년 만에 디즈니 애니메이션 제작에 행운의 오스왈드 래빗이 처음으로 등장한 작품이다.

## 줄거리
미키 마우스가 집을 나서자 친구들이 악기를 연주하며 건초 마차를 끌고 가는 모습이 보인다. 미키는 마차에 올라 미니 마우스와 클라라벨 카우를 태운다. 이때, 페그 레그 피트가 자신의 자동차를 타고 나타나 미니에게 추파를 던지지만 미키는 재치있게 클라라벨을 미니 대신 앉힌다. 이에 화가 난 피트는 미니를 납치하고, 자신의 차로 마차를 들이받아 미키와 호레이스는 흑백 2차원 세계에서 벗어나 컬러 3차원 영화관으로 날아가게 된다.
자신들의 세계로 돌아가려던 미키는 호레이스가 가져온 아이폰과 밀크 더즈를 이용해 피트를 공격한다. 극장 무대로 추락한 후에는 아이폰으로 피트에게 전화를 걸어 소방 호스를 이용한 장난을 치기도 한다. 이후 피트의 차가 얼어붙은 호수에 빠지자 미키는 스크린에 구멍을 내 물을 빼내 피트와 다른 만화 캐릭터들을 무대 위로 쏟아낸다. 피트는 계속해서 미니를 쫓아다니고, 미키는 다시 스크린 안팎을 넘나들며 피트와 추격전을 벌인다.
결국 피트가 미니를 붙잡고 미키를 공격해 스크린을 막아버리지만, 호레이스와 다른 캐릭터들이 스크린을 뒤집어 피트를 다시 땅으로 떨어뜨린다. 미키는 다시 스크린을 뒤집어 피트를 혼란시키고, 이후 스크린을 책장처럼 돌려 피트를 정신 못 차리게 만든다. 미니는 피트의 차를 운전하여 스크린을 완전히 찢어버리고, 흑백 세계를 컬러와 CGI 세계로 바꾼다. 피트가 기절한 사이 미키와 친구들은 다시 자신들의 세계로 돌아가고, 피트는 뒤늦게 화면 밖으로 빠져나오려다 엉덩이에 'THE END'라는 글자가 새겨진 채 갇힌다.

## 배역
- 월트 디즈니 - 미키 마우스
- 마셀리트 가너, 루시 테일러 - 미니 마우스
- 빌리 블레처, 윌 라이언 - 페그 레그 피트

## 같이 보기
- 샘플링 (음악)